# Túi âm thanh

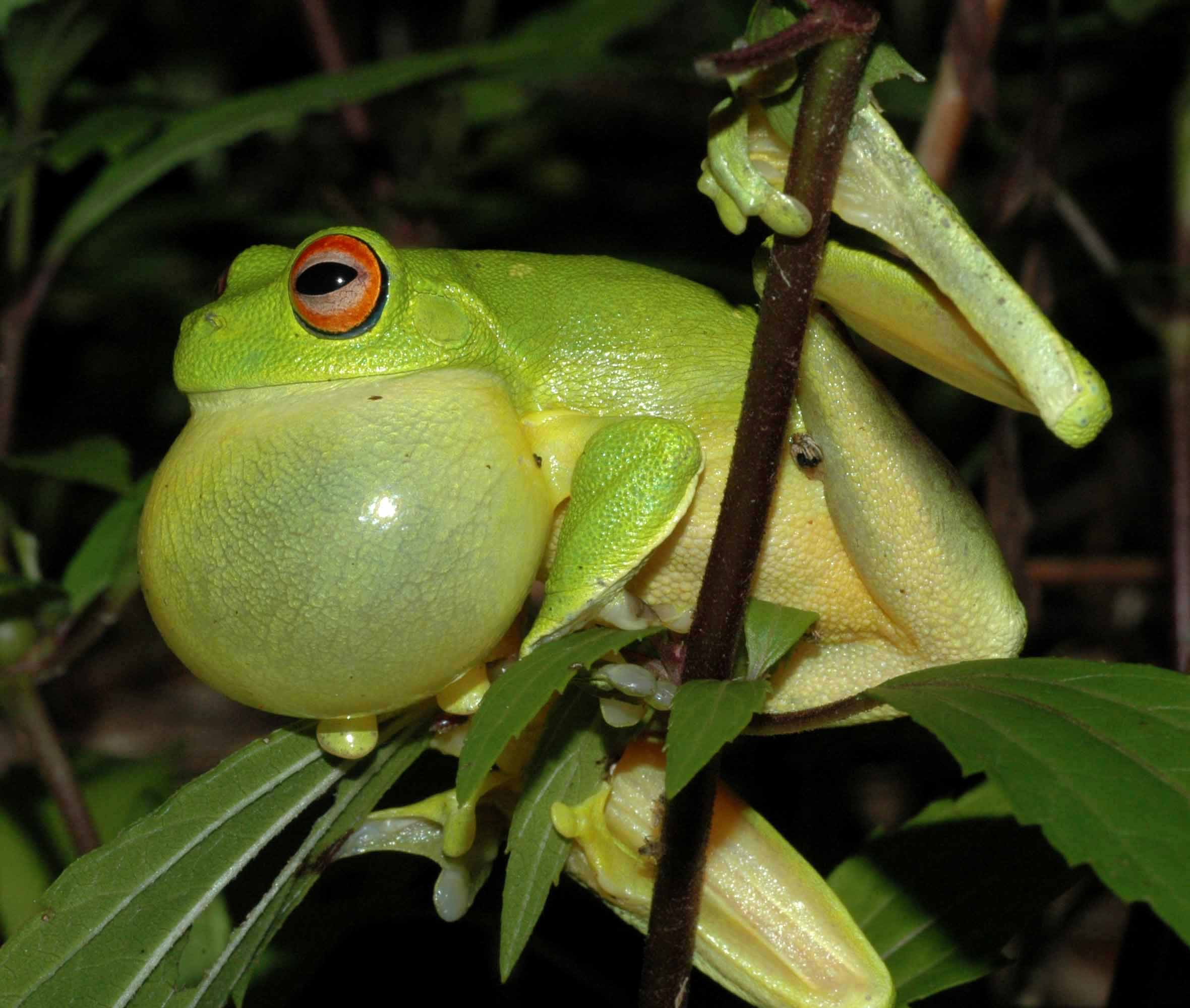
Túi họng đang được ếch cây mắt đỏ (Litoria chloris) dùng gọi bạn tình.

Túi âm thanh là cơ quan phát ra tiếng kêu của các loài ếch và cóc thuộc bộ Không đuôi (Anula).
Túi âm thanh của ếch, cóc là cơ quan có cấu trúc hình túi, bao ngoài bởi lớp màng dai, khá linh động, thuộc lớp biểu bì ngoài (thường là da), gặp ở hầu hết các cá thể đực, thường dùng để thông báo sự có mặt của cá thể đó trong lãnh thổ, nhất là dùng để gọi cá thể cái cùng loài trong mùa sinh sản tức là gọi bạn tình giao phối. Sự có mặt của túi âm thanh là một chỉ thị để xác định nhanh giới tính của một cá thể đực. Cũng có ý kiến cho rằng túi âm thanh không chỉ "phát" âm, mà con "phát" cả tín hiệu khác như hoá chất dùng để liên lạc nội bộ.

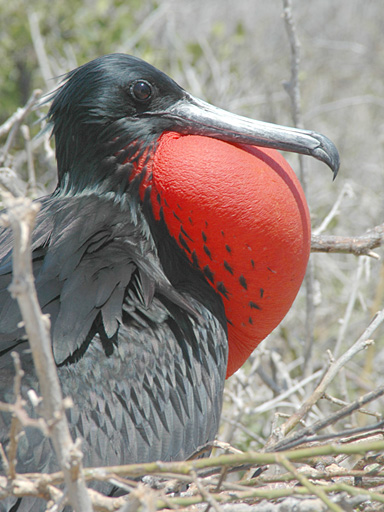
Túi họng của con trống thuộc loài chim cốc biển (frigate) ở Galapagos.

Đây là một loại túi màng ("gular skin", cũng gọi là "throat skin") ở phần đầu cơ thể, có tên đầy đủ là "túi âm thanh của bộ không đuôi" (anuran vocal sac) để phân biệt với túi màng cũng ở phần đầu ở nhiều loài chim dùng để chứa tạm thời thức ăn hay đôi khi có loài chim dùng để phát âm thanh.

## Các loại
- Mỗi túi âm thanh của ếch, cóc có bản chất là một xoang đàn hồi, chỉ phát ra âm thanh khi thở ra.  Thường gặp ba kiểu túi khác nhau là: túi họng đơn, túi họng ghép và túi kép bên.[4]
  - Túi họng đơn nằm ở họng, chỉ có một xoang.
  - Túi họng ghép (kép) cũng ở dưới dưới lưỡi, sàn miệng, gồm nhiều xoang nối với nhau.
  - Túi bên gồm hai xoang nối nhau, nằm ở phía sau góc của hàm.

Cả ba loại đều thông với xoang buccal bằng khe nằm ở gốc lưỡi. Khi  kêu túi được bơm không khí từ phổi ra, luồng khí qua thanh quản và rung động các dây thanh âm, đồng thời được khuếch đại nhờ cộng hưởng.

## Hoạt động
- Khác hẳn với quá trình phát âm thanh của nhiều loài động vật có xương sống khác, ếch và cóc phát ra âm thanh mà không "thổi" khí ra ngoài: khí không thoát ra khỏi miệng mà lại quay trở lại giữa xoang buccal và phổi. Nếu không muốn kêu mà khí đã tích tụ trong túi (để cuộc gọi sắp diễn ra) thì khí vẫn được giữ trong túi.[5]
- Túi hoạt động chức năng được là nhờ phối hợp hoạt động của da tương ứng, cơ xương dưới da và niêm mạc trong của xoang buccal.[6]
- Tuy cơ chế chung là như vậy, nhưng âm thanh (tiếng kêu) của mỗi loài phát ra khác nhau về mặt vật lý (tần số, cường độ,... âm). Nhờ đó, các cá thể cùng loài hoặc cả các cá thể khác loài nhận ra nhau hoặc phân biệt được nhau.[6]

## Một số hình ảnh

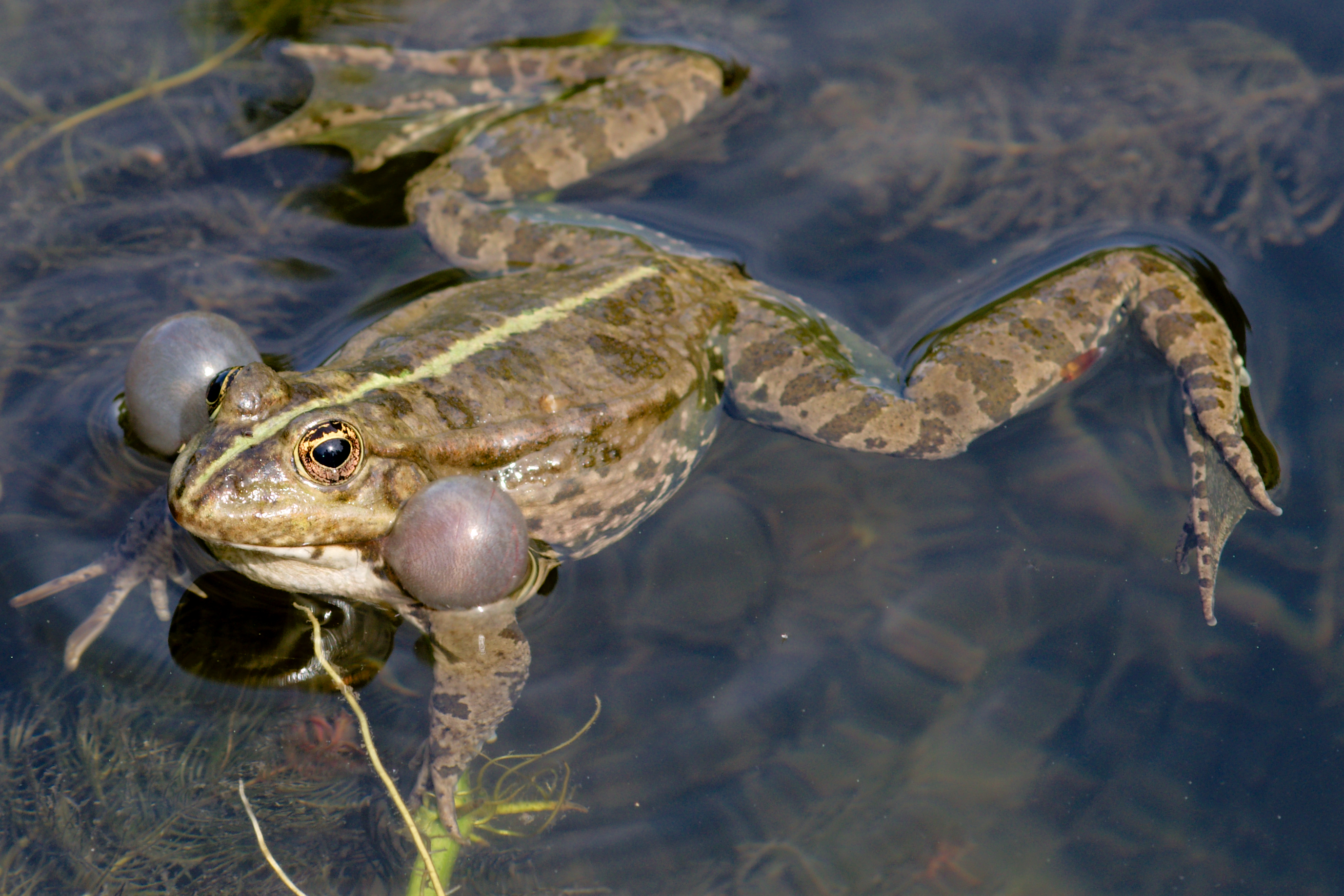
Pelophylax ridibundus
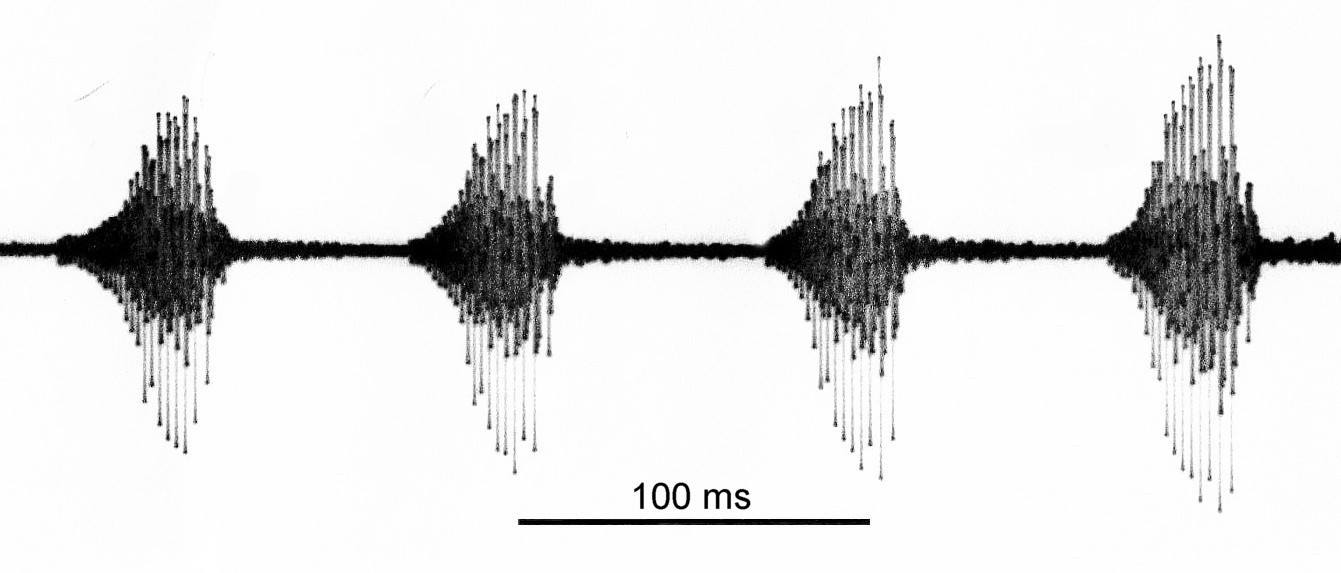
Tần số dao động của bốn nhóm xung (bốn tiếng kêu) từ một cuộc gọi giao phối của một con ếch đực hồ (ghi ngày 20.05.1990 tại Atyrau, Kazakhstan, ở nhiệt độ nước 20 °C.
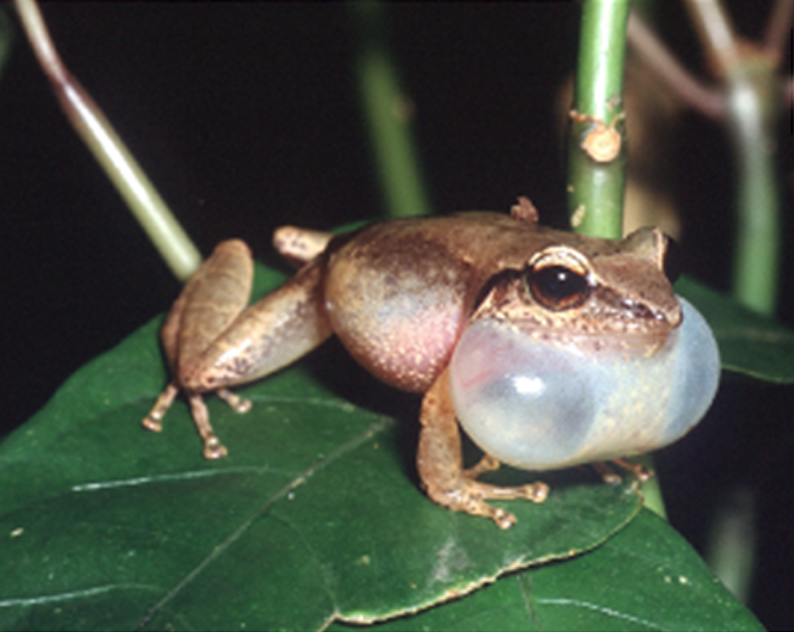
Túi họng kép của Eleutherodactylus martinicensis